# 裴延姝
裴延姝（韓語：배연주，1990年10月26日—），韓国女子羽毛球运动员。

## 簡歷
2010年11月，裴延姝代表韓國出戰廣州亞運會，參加羽毛球比賽的女子單打及女子團體項目，奪得女團銅牌。
2011年1月，裴延姝出戰2010年世界羽聯超級系列賽總決賽，在四強淘汰中國的王儀涵，但於決賽以0-2（13-21、15-21）敗於另一位中國選手王適嫻，僅得亞軍。
2012年7月，裴延姝代表韓國出戰英國倫敦舉行的奥林匹克运动会羽毛球比賽女子單打項目，在小組賽階段先後擊敗馬來西亞的郑清亿和意大利的阿格内塞·阿莱格里尼，順利晉級淘汰賽；但在首輪賽事便以1比2（21-15、14-21、14-21）負於賽事頭號種子、中國的王仪涵出局，16強止步。

### 2013年世錦賽晉四強
2013年8月，裴延姝參加中國廣州舉行的世界羽毛球錦標賽，以13號種子身分出戰女子單打項目。在首圈輪空後，她在第二、三圈分別擊敗香港的陳祉嘉和日本的高橋沙也加晉級；在半準決賽面對3號種子、印度的塞娜·内维尔，她又爆冷以2比0（23-21、21-9）勝出，順利闖進四強；可是，在準決賽对阵頭號種子、中國的李雪芮時，她卻接連失誤，最終仅賽了31分钟，便以0比2（5-21、11-21）直落兩盤落敗，僅得季軍，但已突破個人在世錦賽的最佳成績。

### 2014年世錦賽
2014年8月，裴延姝參加丹麥哥本哈根舉行的世界羽毛球錦標賽，以6號種子身分出戰女子單打項目 ，故在首圈輪空。她在第二圈以2比0擊敗德國的卡琳·施纳泽晉級；但至第三圈面對11號種子、印度的普萨拉·文卡塔·辛杜，就在先勝一局下以1比2（21-19、20-22、23-25）落敗，16強止步。

### 2015年世錦賽
2015年8月，裴延姝參加印尼雅加達舉行的世界羽毛球錦標賽，以10號種子身分出戰女子單打項目，故在首圈輪空。她在第二圈以2比1力克保加利亞的琳达·塞奇妮晉級；但至第三圈面對6號種子、中國的王仪涵，就以1比2（21-17、18-21、8-21）落敗，再次16強止步。

## 主要比賽成績
只列出曾進入準決賽的國際賽事成績：
| 年份   | 賽事                     | 公開賽級別 | 項目     | 拍檔           | 成績   |
| ------ | ------------------------ | ---------- | -------- | -------------- | ------ |
| 2006年 | 世界青年羽毛球錦標賽     | 其他       | 混合團體 | －             | 冠軍   |
| 2006年 | 世界青年羽毛球錦標賽     | 其他       | 女子單打 | －             | 準決賽 |
| 2007年 | 世界青年羽毛球錦標賽     | 其他       | 混合團體 | －             | 亞軍   |
| 2007年 | 世界青年羽毛球錦標賽     | 其他       | 女子單打 | －             | 亞軍   |
| 2008年 | 大阪羽毛球國際挑戰賽     | 國際挑戰賽 | 女子單打 | －             | 準決賽 |
| 2008年 | 優霸盃                   | 其他       | 女子團體 | －             | 準決賽 |
| 2008年 | 亚洲青年羽毛球錦標賽     | 其他       | 混合團體 | －             | 亞軍   |
| 2008年 | 亚洲青年羽毛球錦標賽     | 其他       | 女子單打 | －             | 铜牌   |
| 2009年 | 新加坡羽毛球國際系列賽   | 國際系列賽 | 女子單打 | －             | 冠軍   |
| 2009年 | 新加坡羽毛球國際系列賽   | 國際系列賽 | 女子雙打 | Kang Joo Young | 準決賽 |
| 2009年 | 韓國羽毛球國際挑戰賽     | 國際挑戰賽 | 女子單打 | －             | 冠軍   |
| 2010年 | 馬來西亞羽毛球超級賽     | 超級賽     | 女子單打 | －             | 亞軍   |
| 2010年 | 瑞士羽毛球超級賽         | 超級賽     | 女子單打 | －             | 準決賽 |
| 2010年 | 新加坡羽毛球超級賽       | 超級賽     | 女子單打 | －             | 準決賽 |
| 2010年 | 優霸盃                   | 其他       | 女子團體 | －             | 冠軍   |
| 2010年 | 中華台北羽毛球黃金大獎賽 | 黃金大獎賽 | 女子單打 | －             | 準決賽 |
| 2010年 | 亞洲運動會羽毛球比賽     | 其他       | 女子團體 | －             | 銅牌   |
| 2010年 | 世界羽聯超級系列賽總決賽 | 超級賽     | 女子單打 | －             | 亞軍   |
| 2011年 | 瑞士羽毛球黃金大獎賽     | 黃金大獎賽 | 女子單打 | －             | 準決賽 |
| 2011年 | 印度羽毛球超級賽         | 超級賽     | 女子單打 | －             | 亞軍   |
| 2011年 | 馬來西亞羽毛球黃金大獎賽 | 黃金大獎賽 | 女子單打 | －             | 準決賽 |
| 2011年 | 蘇迪曼盃                 | 其他       | 混合團體 | －             | 準決賽 |
| 2011年 | 中華台北羽毛球黃金大獎賽 | 黃金大獎賽 | 女子單打 | －             | 準決賽 |
| 2012年 | 韓國羽毛球首要超級賽     | 首要超級賽 | 女子單打 | －             | 準決賽 |
| 2012年 | 澳洲羽毛球黃金大獎賽     | 黃金大獎賽 | 女子單打 | －             | 亞軍   |
| 2012年 | 優霸盃                   | 其他       | 女子團體 | －             | 亞軍   |
| 2013年 | 馬來西亞羽毛球超級賽     | 超級賽     | 女子單打 | －             | 準決賽 |
| 2013年 | 世界羽毛球錦標賽         | 其他       | 女子單打 | －             | 準決賽 |
| 2013年 | 法國羽毛球超級賽         | 超級賽     | 女子單打 | －             | 準決賽 |
| 2013年 | 韓國羽毛球黃金大獎賽     | 黃金大獎賽 | 女子單打 | －             | 冠軍   |
| 2013年 | 世界羽聯超級系列賽總決賽 | 首要超級賽 | 女子單打 | －             | 銅牌   |
| 2014年 | 馬來西亞羽毛球首要超級賽 | 首要超級賽 | 女子單打 | －             | 準決賽 |
| 2014年 | 優霸盃                   | 其他       | 女子團體 | －             | 準決賽 |
| 2014年 | 亞洲運動會羽毛球比賽     | 其他       | 女子團體 | －             | 銀牌   |
| 2014年 | 亞洲運動會羽毛球比賽     | 其他       | 女子單打 | －             | 銅牌   |
| 2014年 | 中國羽毛球首要超級賽     | 首要超級賽 | 女子單打 | －             | 準決賽 |
| 2015年 | 蘇迪曼盃                 | 其他       | 混合團體 | －             | 季軍   |
| 2015年 | 澳洲羽毛球超級賽         | 超級賽     | 女子單打 | －             | 準決賽 |
| 2015年 | 韓國羽毛球大師賽         | 大獎賽     | 女子單打 | －             | 準決賽 |
| 2015年 | 墨西哥城羽毛球大獎賽     | 大獎賽     | 女子單打 | －             | 亞軍   |
| 2016年 | 亞洲羽毛球團體錦標賽     | 其他       | 女子團體 | －             | 季軍   |
| 2016年 | 紐西蘭羽毛球黃金大獎賽   | 黃金大獎賽 | 女子單打 | －             | 準決賽 |
| 2016年 | 印度羽毛球超級賽         | 超級賽     | 女子單打 | －             | 準決賽 |
| 2016年 | 優霸盃                   | 其他       | 女子團體 | －             | 亞軍   |

| 2007-2017年 | 首要超級賽 | 超級賽 | 黃金大獎賽 | 大獎賽 | 國際挑戰賽 | 國際系列賽 | 未來系列賽 | 其他 |

### 世界冠軍頭銜
裴延姝在羽毛球生涯中共奪得1項羽毛球世界冠軍頭銜。
| 賽事   | 奪冠次數 | 年份               |
| ------ | -------- | ------------------ |
| 尤伯杯 | 1        | 2010年（女子團體） |
| 總計   | 1        |                    |

### 奧運會和世錦賽參賽紀錄
|          | 2011 | 2012 | 2013 | 2014 | 2015 | 2016 |
| -------- | ---- | ---- | ---- | ---- | ---- | ---- |
| 女子單打 | 32強 | 16強 | 季軍 | 16強 | 16強 | 16強 |

### 主要對賽紀錄
裴延姝與主要對手的對賽成績如下（只列出對賽六次或以上對手，截至2016年10月30日）：

| 對手   | 對賽次數 | 對賽結果 | 對賽結果 | 總計 |
| 對手   | 對賽次數 | 勝       | 負       | 總計 |
| ------ | -------- | -------- | -------- | ---- |
| 成池鉉 | 7        | 4        | 3        | +1   |
| 總計   | 7        | 4        | 3        | +1   |

| 對手                     | 對賽次數 | 對賽結果 | 對賽結果 | 總計 |
| 對手                     | 對賽次數 | 勝       | 負       | 總計 |
| ------------------------ | -------- | -------- | -------- | ---- |
| 王適嫻（已退役）         | 21       | 2        | 19       | -17  |
| 王仪涵（已退役）         | 15       | 4        | 11       | -7   |
| 塞娜·内维尔              | 13       | 4        | 9        | -5   |
| 朱利安·申克（已退役）    | 10       | 2        | 8        | -6   |
| 李雪芮                   | 10       | 2        | 8        | -6   |
| 汪鑫（已退役）           | 8        | 1        | 7        | -6   |
| 玛丽亚·费贝·库苏马斯图蒂 | 7        | 7        | 0        | +7   |
| 白驍馬                   | 7        | 6        | 1        | +5   |
| 妮查恩·金达蓬            | 7        | 5        | 2        | +3   |
| 鄭韶婕                   | 7        | 3        | 4        | -1   |
| 拉差诺·因达农            | 7        | 3        | 4        | -1   |
| 蓬迪·布拉那巴硕          | 6        | 5        | 1        | +4   |
| 佐藤冴香                 | 6        | 4        | 2        | +2   |
| 三谷美菜津（已退役）     | 6        | 3        | 3        | 0    |
| 廣瀨榮理子（已退役）     | 6        | 2        | 4        | -2   |
| 山口茜                   | 6        | 2        | 4        | -2   |
| 總計                     | 381      | 235      | 146      | +89  |